# Le Péché originel (film)
Pour plus de détails, voir Fiche technique et Distribution.
Le Péché originel (Der Apfel ist ab) est un film allemand réalisé par Helmut Käutner, sorti en 1948.

## Fiche technique
- Titre : Le Péché originel
- Titre original : Der Apfel ist ab
- Réalisation : Helmut Käutner
- Scénario : Kurd E. Heyne, Helmut Käutner et Bobby Todd
- Musique : Bernhard Eichhorn
- Photographie : Igor Oberberg
- Montage : Wolfgang Wehrum
- Production : Helmut Beck-Herzog et Helmut Käutner
- Société de production : Bavaria Film et Camera-Filmproduktion
- Société de distribution : Prisma-Filmverleih et Herzog-Filmverleih (Allemagne), Lopert Films (États-Unis)
- Pays :  Allemagne
- Genre : Comédie et fantastique
- Durée : 105 minutes
- Dates de sortie : 
  - Allemagne : 23 novembre 1948
  - États-Unis : 20 août 1950

## Distribution
- Bobby Todd : Adam Schmidt (Adam)
- Bettina Moissi : Eva Meier-Eden (Ève)
- Joana Maria Gorvin : Lilly Schmith (Lilith)
- Arno Assmann : Dr. Lutz (Lucifer)
- Helmut Käutner : le professeur Petri (Petrus)

## Distinctions
Le film a été présenté en sélection officielle en compétition au Festival de Cannes 1949.